# (73503) 2002 TX52
(73503) 2002 TX52 – planetoida z pasa głównego asteroid okrążająca Słońce w ciągu 3,2 lat w średniej odległości 2,17 j.a. Odkryta 2 października 2002 roku.